# I Feel for You (chanson de Prince)
Pour les articles homonymes, voir I Feel for You (homonymie).
Singles de Chaka Khan
Best in the West
(1983) This Is My Night
(1985)
I Feel for You est une chanson de et écrite par le chanteur américain Prince qui apparait sur son album Prince sorti en 1979. N'étant pas sortie en single à cette époque, au profit du titre I Wanna Be Your Lover, la chanson est reprise en 1984 par la chanteuse américaine Chaka Khan qui en fait un tube funk synthpop percutant, se classant no 1 en Angleterre, no 3 au Billboard Hot 100 aux États-Unis et no 22 en France. Grâce à cette reprise, Prince remporta en 1985 le Grammy Awards de la meilleure chanson R&B.
Plusieurs artistes ont été invités sur la version de Chaka Khan. Stevie Wonder y joue de l'harmonica, le rappeur Melle Mel y interprète l'introduction et le groupe The System y joue du clavier et de la guitare. La chanson sample une partie vocale du titre Fingertips de Stevie Wonder.

## Autres versions
D'autres artistes ont repris I Feel for You comme les Pointer Sisters en 1982 pour l'album So Excited! et Rebbie Jackson en 1984 dans l'album Centipede.

## Charts
| Chart (1984)                         | Peak position |
| ------------------------------------ | ------------- |
| UK Singles Chart                     | 1             |
| Irish Singles Chart                  | 1             |
| French Singles Chart                 | 22            |
| U.S. Billboard Hot Dance Club Play   | 1             |
| U.S. Billboard Hot Hip Hop/R&B Songs | 1             |
| U.S. Billboard Hot 100               | 3             |